# Bamischijf

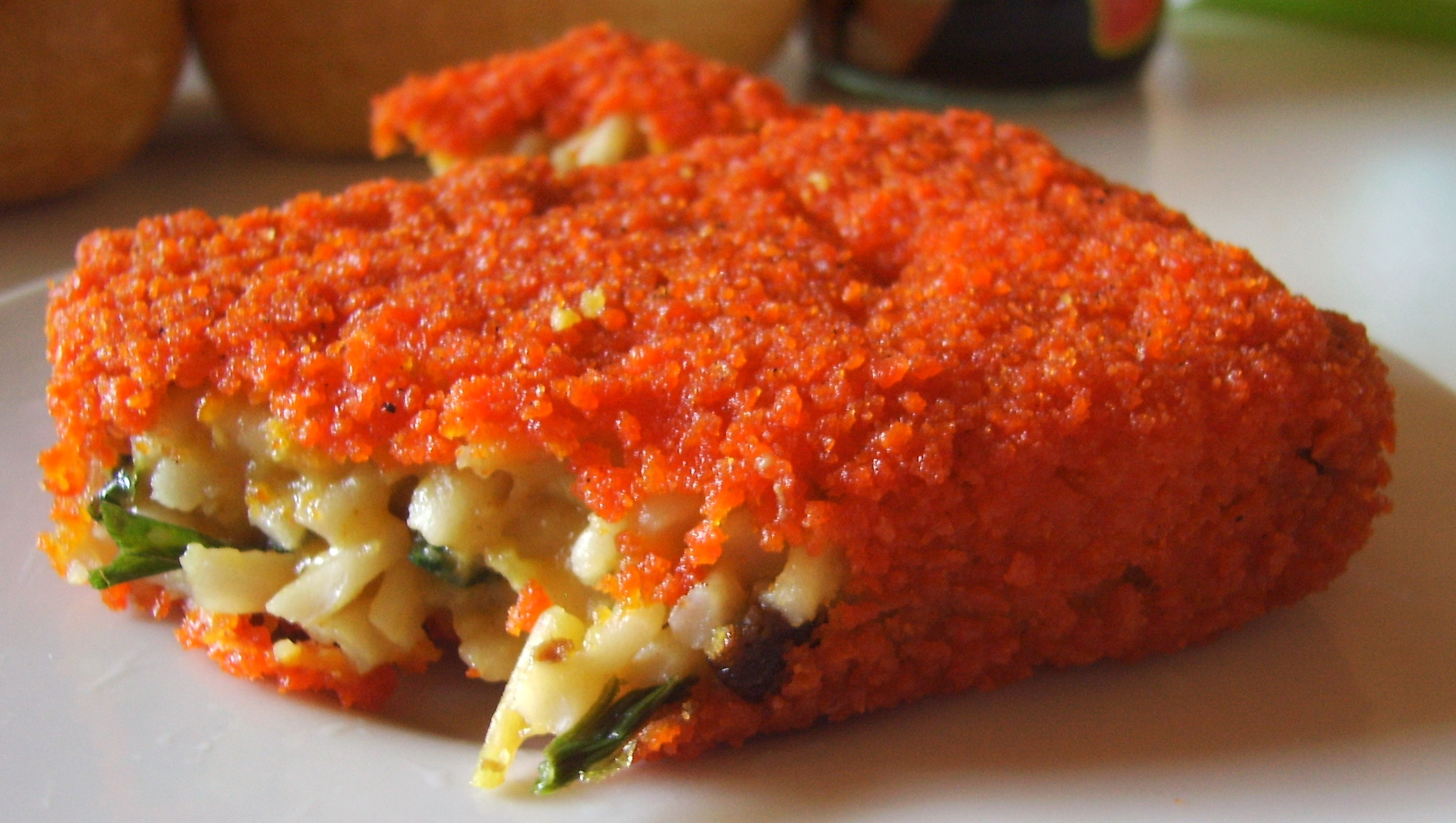
Bamischijf

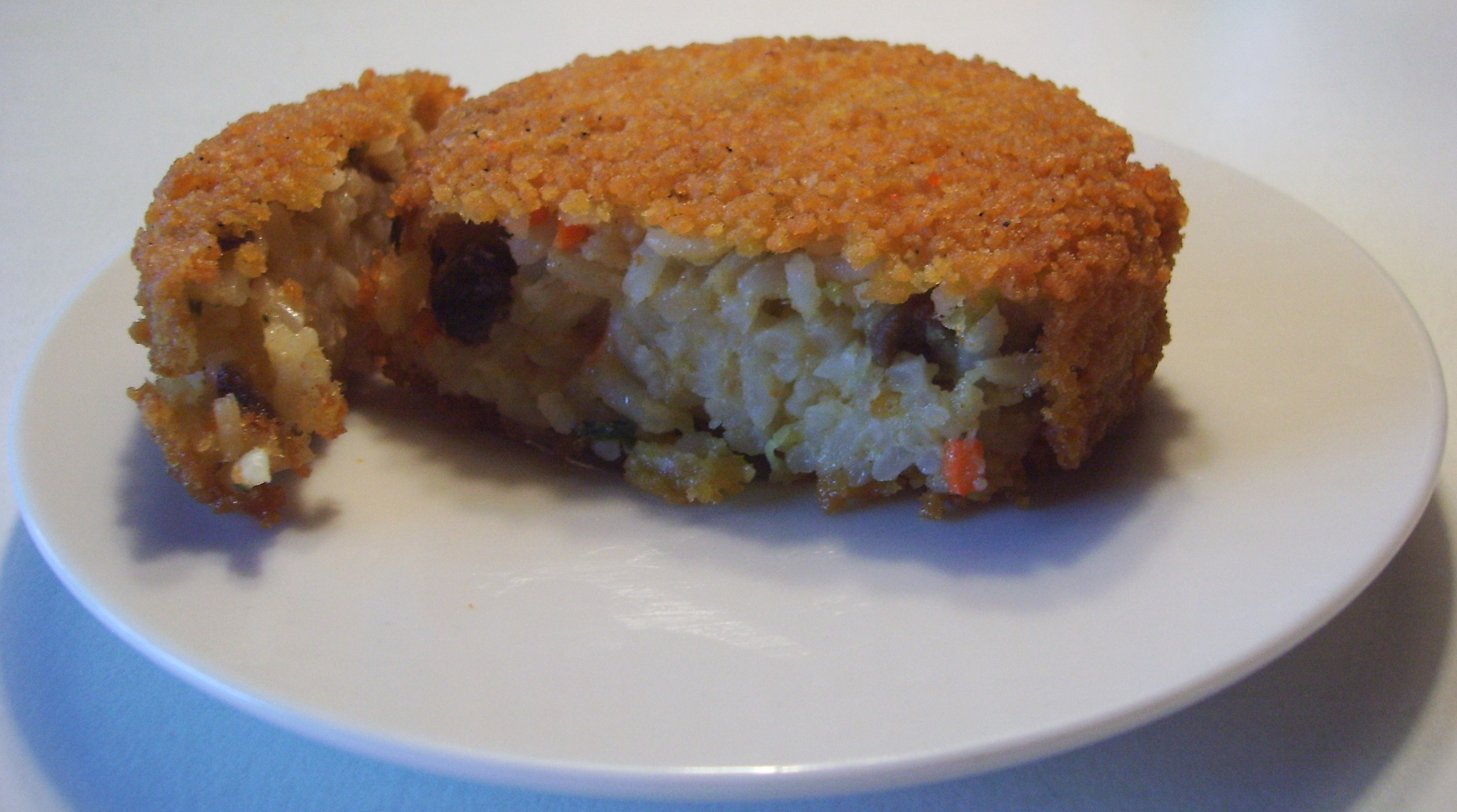
Nasischijf

Eine Bamischijf (malaiisch bami, „chinesische Weizennudeln“, niederländisch schijf, „Scheibe“) ist ein vor allem in Belgien und den Niederlanden verbreiteter Snack, bestehend aus Bami in einer Panierhülle. Ein vergleichbarer Imbiss ist die Nasischijf, bei der gekochter Reis (nasi) anstelle von Nudeln verwendet wird.
Der Bamibal und der Nasibal sind die kugelförmigen Äquivalente.
Bamischeiben werden vor allem in kleineren Unternehmen produziert und unter Handelsmarken vertrieben. Obwohl auch niederländische Markenhersteller wie Mora (Unilever) Bamischijven im Sortiment führen, ist der Anteil der Marken-Bamischijven seit Mitte der 1990er stark gesunken. Eine der Ursachen hierfür ist, dass die Herstellung von Bamischijven verhältnismäßig einfach ist und nur geringe Investitionen nötig sind.

## Herstellung
Auf Basis von gekochten Bami wird die Füllung zubereitet. Die Inhaltsstoffe sind ähnlich wie bei Bami Goreng, sodass neben indonesischen Würzsaucen auch Gemüse und eventuell Fleisch enthalten sind. Je nach Hersteller finden sich in der Bami-Masse auch Einflüsse der niederländischen Küche, so findet man zum Teil auch heimische Gemüsearten wie Erbsen oder Karotten in den Schijven wieder. Die Nudelmasse wird möglichst dick gehalten, sodass nach Abkühlen eine teigartige Konsistenz erreicht wird. Diese wird zu einer „Wurst“ geformt, die in Scheiben geteilt und paniert wird. Anschließend werden die Bamischijven kurz frittiert und eingefroren. Vor dem Verzehr werden sie erneut frittiert.